# ウェスリー・ウィンダム＝プライス
ウェスリー・ウィンダム＝プライス (Wesley Wyndam-Pryce) は、「バフィー 〜恋する十字架〜」とスピンオフ作品「エンジェル」に登場する架空の人物。アレクシス・デニソフがこの役を演じた。

## 人物
性格
元々気弱なウォッチャーだったが、ロサンゼルスに移り住んでからは短気なタフガイになる。
家族
故郷のイギリスに父親がいる。彼もウォッチャー。
特技
銃の扱いに長け、魔術を使用する。

## エピソード

### バフィー 〜恋する十字架〜
第3シーズン
バンパイアスレイヤーである高校生のバフィーとフェイスのウォッチャー（後見人）。
第3シーズン中盤の『無力なバフィー』の事件をきっかけにウォッチャー（後見人）を解任された図書室司書のジャイルズ（アンソニー・スチュワート・ヘッド） の後任に就任。
バンパイア・ウィローの事件(「ウィローのドッペルゲンガー」）をきっかけに、当時高校生だったコーディリア（カリスマ・カーペンター）と相思相愛の関係になり、彼女のプロムでのパートナーになる。
「卒業の日」
ウォッチャーの地位を解任され、イギリス本国に送還されることが決まる。
コーディリアはこの措置に反発、ジャイルズに抗議する（2人の関係を知らないジャイルズは怪訝な顔になる）。
卒業式の日、高校の正門近くでバリケードを作っていたバンパイアたちに飛び掛り、首を強打する。
バフィーが来賓として出席していた市長リチャード・ウィルキンズ（ハリー・グローナー）を退治したあと、救急車で病院に運ばれる。

### エンジェル

#### 第1シーズン
ウォッチャーを解任されたあと、ロスでフリーのデーモンハンターとして活躍していた。
エンジェルたちと再会し、エンジェルが開いていた探偵事務所に就職する。
「ゲーム」
スレイヤーだったフェイスと再会し、彼女から激しい暴行を受ける。

#### 第2シーズン
「Reunion（邦題：同窓会）」
エンジェルが、当時敵対していたウルフラム&ハートの幹部を見殺しにしたことに抗議し、解雇される。
その後のエピソードでエンジェルと和解、彼の事務所の所長に就任する。
（この結果、エンジェルはウェスリーの部下になる。）

#### 第3シーズン
エンジェルが息子を殺害するという予言を信じ、赤子だった彼の息子コナーを拉致する。
その後ウルフラム&ハートの弁護士であるライラ（ステファニー・ロマノフ）と恋に落ちる。

#### 第4シーズン
エンジェルと和解。元恋人コーディリアをわなにはめたスキップを射殺する。

#### 第5シーズン
エンジェルがウルフラム&ハート社と和解し、この会社の幹部に就任したことに伴い、エンジェルの部下として彼もウルフラム&ハートに入社する。
しかし恋人フレッド（エイミー・アッカー）が殺されたことをきっかけに、エンジェルとともにウルフラム&ハートのシニア・パートナーの取り巻き兼カルト集団である「黒い棘の会」のメンバーに闘いを挑むが、標的であった赤い顔の悪魔ヴェイルにナイフで刺され死亡する。
死の直前、イリリア（エイミー・アッカー：二役）が、彼が思いをよせていたフレッドに変身し彼の死を看取った。

#### After the fall（コミック版）
シニアパートナーの使いとして登場、エンジェルと行動を共にする。
After the fallの第5章で、シニアパートナーによりマインド・コントロールされていることが明らかになる。